# ヨーロッパジシギ

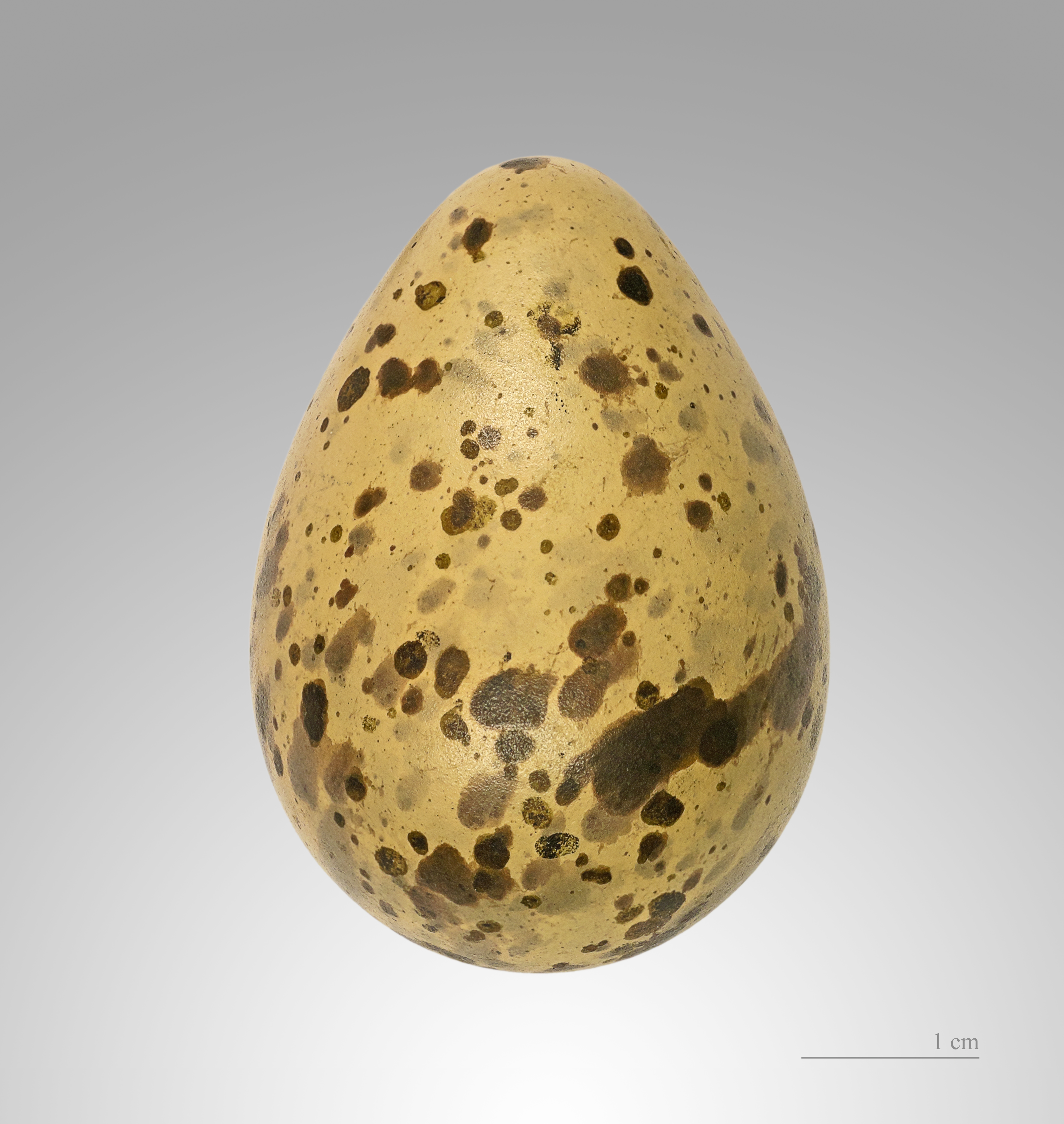
Gallinago media

ヨーロッパジシギ（欧羅巴地鴫、学名：Gallinago media）は、チドリ目シギ科に分類される鳥類の一種。
- 旧北区の西部、エチオピア区に生息する。
- タシギの近縁種。

## 概要
現在確認されている中では世界最高クラスの高速長距離移動を行う渡り鳥といわれる。
ヨーロッパジシギは、出発地スウェーデンからヨーロッパ大陸を縦断、サハラ以南のアフリカまで飛び続ける。
平均時速は約100キロに達し、4300～6800キロの距離を休憩を取らずに2～4日間で移動する。
高速で長距離の渡りをする鳥には相応しくないと思えるほど、体は小さく“ずんぐり”型で、空気抵抗も受けやすいという特徴がある。
秋にはまるまると太るため、19世紀の文献には「銃で撃たれて地面に落ちると体が破裂することもある」と書かれているほどだが、その体躯は長距離移動を可能にする為のエネルギーを蓄えた姿であることが研究で明らかになった。
レイモンド・クラーセン氏は「渡りの前には、体重が2倍近くになります。その脂肪は、すべて旅のあいだに燃焼し、アフリカにたどり着いたときには痩せて消耗しきっている」と語っている。